# U 577
U 577 war ein deutsches Unterseeboot der Klasse VII C, welches im Zweiten Weltkrieg von der Kriegsmarine im Nordatlantik und Mittelmeer eingesetzt wurde.

## Bau und Indienststellung des Bootes
Es wurde am 8. Januar 1940 bei Blohm & Voss in Auftrag gegeben, und am 1. August desselben Jahres mit der Baunummer 077 auf Kiel gelegt. Der Stapellauf erfolgte am 15. Mai 1941 und am 3. Juli 1941 erfolgte die Indienststellung von U 577 durch Kapitänleutnant Herbert Schauenburg, zuvor Kommandant des Typ II B Bootes U 20. Die Patenschaft des Bootes wird in der Literatur Hannover zugeschrieben, da eine Version des Stadtwappens auf Abbildungen des U-Bootsturms identifiziert wurde. Tatsächlich war aber das schwäbische Esslingen Patenstadt von U 577. Die Patenschaft ging auf das Engagement des Leitenden Ingenieurs des Bootes, Albrecht Mauz, zurück, der aus Esslingen stammte und den Esslinger Oberbürgermeister Alfred Klaiber kontaktierte.

## Die Einsätze
Das Boot gehörte nach der Indienststellung zur 7. U-Flottille, stationiert in Kiel und später in St. Nazaire, als Ausbildungs- und Frontboot, bevor es am 23. Dezember 1941 die Straße von Gibraltar durchbrach und anschließend der 29. U-Flottille, stationiert im italienischen La Spezia, unterstellt wurde.

### Die erste Unternehmung
U 577 verließ am 20. Oktober 1941 um 6:00 Uhr morgens seinen alten Heimathafen Kiel zur ersten Unternehmung, welche zugleich die Verlegung nach Westfrankreich zum Stützpunkt St. Nazaire war. Die Operationsgebiete waren der Nordatlantik sowie die Gewässer östlich von Neufundland. Das Boot war 37 Tage, 8 Stunden und 50 Minuten auf See, und legte am 27. November 1941 in St. Nazaire an, ohne ein Schiff versenkt oder beschädigt zu haben.

### Zweite Unternehmung
Das Boot verließ am 16. Dezember um 17:05 Uhr St. Nazaire mit dem Ziel Messina und durchbrach am 23. Dezember die Straße von Gibraltar. Es traf am 27. Dezember um 11:15 Uhr, nach 10 Tagen, 18 Stunden und 10 Minuten auf See in Italien an, erneut ohne Versenkungen erzielt zu haben. Nach dieser Fahrt wurde Herbert Schauenburg zum Korvettenkapitän befördert.

### Dritte Unternehmung
Kommandant Schauenburg lief mit U 577 am 7. Januar 1942 von Messina aus zur letzten Unternehmung aus. Das Boot patrouillierte auf dieser achttägigen Unternehmung nordwestlich von Marsa Matruh und konnte erneut keine Versenkungen erzielen.

## Verlust
Am 15. Januar 1942 wurde das Boot von einem britischen Swordfish Torpedobomber an der Wasseroberfläche entdeckt und mit mehreren Wasserbomben versenkt. Kein Mitglied der Besatzung überlebte die Versenkung von U 577. Es war ein Totalverlust mit 43 Toten.

## U-Bootgruppen, an denenU 577beteiligt war
| U-Bootgruppe | Zeitraum                                |
| ------------ | --------------------------------------- |
| Stosstrupp   | 30. Oktober 1941 bis 1. November 1941   |
| Raubritter   | 1. November 1941 bis 8. November 1941   |
| Störtebecker | 17. November 1941 bis 22. November 1941 |